# Anselmô thành Canterbury
Ansenmô của Canterbury (khoảng 1033-21 tháng 4 năm 1109), còn gọi là Ansenmô thành Aosta theo nơi sinh của ông, hay Ansenmô xứ Bec theo tu viện, là một tu sỹ, nhà triết học, giám chức giáo hội dòng Biển Đức. Ông là tổng giám mục Canterbury từ năm 1093 đến năm 1109. Được coi là người sáng lập triết học kinh viện, ông đã có ảnh hưởng lớn đến nền thần học phương Tây. Không chỉ lưu tâm đến hàng quý tộc, Ansenmô còn để ý và lo lắng cho người nghèo. Ông là người đầu tiên trong Giáo hội chống đối việc buôn bán nô lệ.

## Cuộc đời
Ansenmô thành Canterbury ra đời tại thành phố Aosta thuộc Vương quốc Burgundia. Khi được 20 tuổi, Ansenmô rời đến thủ đô Paris của Pháp. Vào năm 1059, ông đến Normandy vì danh tiếng của Lanfranc. Năm sau, Ansenmô trở thành tu sĩ.
Năm 1063, Ansenmô được lựa chọn là phó bề trên của Tu viện Caen. 15 năm sau, khi tu viện trưởng của Tu viện Bec là Herluin qua đời, ông lại được chọn là tu viện trưởng.
Trong khoảng thời gian Ansenmô cầm quyền, Bec là trung tâm học tập nổi tiếng, dù cho ông không quan tâm nhiều đến việc thu hút sinh viên từ bên ngoài vào.
Khi 60 tuổi, ông được bổ nhiệm làm Tổng giám mục của Canterbury vào năm 1093. Lúc đầu việc bổ nhiệm ông bị vua Anh là William Rufus chống đối nhưng sau đó phải chấp nhận. Sau cùng Ansenmô phải đi lưu đày cho đến khi Rufus từ trần năm 1100. Henry I của Anh, là em và là người kế vị Rufus gọi về nước Anh. Tuy nhiên, Ansenmô lại bất đồng với Henry về việc nhà vua nhúng tay vào các vấn đề của hàng giám mục, do đó ông lại phải đi lưu đày 3 năm ở Roma.
Và ngài đã được Hội đồng quốc gia Westminster thông qua đạo luật cấm buôn bán con người.
Ông qua đời ở Canterbury, Anh quốc năm 1109, và được phong thánh năm 1494.

## Sự nghiệp

### Tóm tắt chung
Nói chung, tư tưởng của Anselmô đậm chất tính thần thánh. Đặc điểm nổi bật nhất trong triết học của Anselmô thành Cantubury đó là chủ nghĩa kinh viện. Anselmô nổi tiếng với nghiên cứu về chứng lý hữu thể luận về sự hiện hữu của Thượng đế. Về thần học, nói chúng Anselmô luôn ca ngợi Thượng đế như một sự hoàn hảo, vĩnh hằng, một chân lý bất diệt; toàn thể mọi sự vật đều phải tuân theo Ngài.

### Các tư tưởng

#### Suy nghĩ về triết học

##### Chứng lý hữu thể luận
Đây là nhận thức có xuất phát từ kinh nghiệm tôn giáo của Anselm. Theo ý của Anselm, bất kỳ một hữu thể nào nếu muốn hoàn hảo thì phải có sự hiện hữu. Suy ra, Thượng đế phải có sự hiện hữu vì Ngài là một sự hoàn hảo. Trọng tâm của luận cứ nằm trong câu nói nổi tiếng sau đây: "Không thể quan niệm một cái gì đó lớn hơn nó được". Diễn giải câu này, ta có thể nói là không có một ý niệm nào có thể cao hơn Thượng đế mà con người có thể nghĩ ra được. Đây cũng là một cách kết luận rằng sự hiện hữu phải xuất phát từ yếu tính. Chúng ta có thể hiểu hơn về hữu thể luận trong suy nghĩ của Anselm qua hai đoạn trích sau.
| “                                                | Có một hữu thể là nguyên nhân cho mọi hiện hữu, mà không bị bất cứ cái gì khác làm nguyên nhân cho nó, và chính vì vậy hữu thể ấy phải có tính cách hoàn hảo vô hạn hơn tất cả mọi sự khác, nghĩa là hữu thể ấy phải thực sự thực tại, thực sự quyền năng và thực sự tốt lành. Rồi một khi không lệ thuộc một hữu thể nào cả hay một điều kiện hiện hữu nào cả ngoài chính mình ra, thì hữu thể ấy phải là tự tại, và tự mình mà hiện hữu; hữu thể ấy hiện hữu không phải vì có cái khác hiện hữu, mà là vì nó hiện hữu nghĩa là nó hiện hữu một cách thiết yếu, nó là hữu thể tất yếu. | ” |
| — Anselm thành Canterbury, trích trong Độc thoại | |   |

| “                                       | Chúng con tin rằng, Ngài hiện hữu như một cái gì mà không có một cái gì lớn hơn có thể quan niệm được... Một khi nghe con nói 'Một cái gì mà không thể quan niệm cái gì lớn hơn nó' thì một người điên rồ tới đâu cũng hiểu được; và điều họ am hiểu thì ở trong trí khôn họ, mặc dù họ không hiểu rằng, điều đó hiện hữu; vì có một đối tượng trong đầu là một việc, mà am hiểu rằng, đối tượng ấy hiện hữu lại là một việc khác. Cũng giống như một họa sĩ khi còn ấp ủ sáng tác của mình thì họ mang nó trong đầu óc nhưng họ chưa am hiểu được sự hiện hữu của sáng tác mà họ chưa thực hiện ra, nhưng một khi đã hoàn thành họa phẩm thì họ vừa có bức họa ấy trong đầu óc vừa nhận thấy được sự hiện hữu của sáng tác mà họ vừa thực hiện xong. Người điên rồ cũng thế, họ phải chấp nhận rằng: ít ra trong trí óc cũng có một cái gì mà người ta không thể quan niệm được một cái gì lớn hơn nó, vì một khi nghe được điều đó lập tức họ am hiểu, mà bất cứ những gì am hiểu được đều ở trong trí óc. Nhưng chắc chắn rằng, cái gì mà không có cái gì lớn hơn nó có thể quan niệm được thì không chỉ hiện hữu trong trí khôn. Thực vậy, nếu cái đó không chỉ hiện hữu trong trí khôn mà thôi thì người ta có thể quan niệm nó cũng hiện hữu trong thực tại nữa. Cái gì mà không thể quan niệm cái gì lớn hơn nó chỉ hiện hữu trong trí khôn là điều không thể. Nói tóm lại, một cách bất khả nghi, phải có một cái gì mà người ta không thể quan niệm được một cái gì lớn hơn nó; nó phải vừa hiện hữu trong trí khôn, vừa hiện hữu trong thực tại. | ” |
| — Anselm thành Canterbury, trong Phi lộ | |   |

##### Khác
Ngoài những nghiên cứu về hữu thể luận, Anselm là tác giả của chứng lý vũ trụ luận và cứu cánh luận về sự hiện hữu của Thượng đế.

#### Suy nghĩ vềthần học

##### Đồng quan điểm với Augustine về Plato
Ở điểm này, Anselm chịu ảnh hưởng không hề nhỏ từ Augustine xứ Hippo. Ảnh hưởng này còn lớn đến nỗi Anselm được gọi là một "Augustine thứ hai". Danh xưng mà người đời dành cho ông này quả là không sai, bởi vì cũng giống như Augustine, Anselm tin rằng những ý tưởng biệt lập của Plato có hiện hữu. Chưa hết, khởi điểm tư tưởng của cả Augustine và Anselm đều cùng chung những nguyên tắc. Giải thích ra có nghĩa là các tín lý Cơ đốc giáo phải tin đã, rồi mới được giải thích và tranh luận. Tuy chịu ảnh hưởng từ Augustine và mượn tư tưởng của Augustine, Anselm đã dùng một phép biện chứng sắc bén và mang tinh thần đạo đức để nói về tư tưởng trên.

##### Tội lỗi của con người và sự công chính của Thượng đế
Anselm đã nói rằng tội lỗi của con người đã xúc phạm sự công chính của Thượng đế. Và chừng nào sự công chính của Ngài chưa trở lại, chừng đó Ngài sẽ không cứu rỗi con người. Thế nên, Jesus được phái xuống, chết đi và sống lại là sự chuộc lại sự công chính của Thượng đế. Đến đây, Anselm đã xây dựng một trong những lý thuyết về sự đền tội đáng chú ý nhất lịch sử.

### Ảnh hưởng
- Chứng cứ hữu thể luận của Anselm tác động rất lớn đến nhiều người. Kitô giáo đã xây dựng chủ nghĩa duy lý cho mình và cả đức tin về sự mặc khải. Thế nên, sinh thời, Anselm cũng vướng phải những bất mãn của một số người. Ngoài ra, những ai theo chủ nghĩa duy tâm đã khái quát lý luận này của Anselm để tạo một cơ sở cho tư tưởng của bản thân mình.
- Lý thuyết về sự đền tội của Anselm đã là đối tượng để Giáo hội Chính thống giáo Đông phương chỉ trích, thậm chí nó là một trong những căn cứ để phân biệt Kitô giáo phương Đông và Kitô giáo phương Tây.

### Các tác phẩm
- Độc thoại
- Phi lộ
- Tại sao Thượng đế Làm Người?